# 儿童色情制品的合法性

全球各地涉及兒童色情合法性的狀態：
擁有任何色情製品（包括兒童色情製品）皆合法
擁有兒童色情製品為非法
擁有任何色情製品皆非法
暫無相關數據

根據國際失蹤與受虐兒童援助中心昆斯家族國際法律與政策研究所（Koons Family Institute on International Law and Policy）的研究報告指出，截至2008年，國際刑警組織187個成員國中有94個國家明確提到了兒童色情的合法性問題。 而在這94個國家或地區，其中58個國家或地區將持有兒童色情製品定位刑事犯罪，而無論其是否有分發意圖。 需要說明的是，上述數據並不包括那些完全禁止任何色情內容的國家或地區； 如果計算這些國家或地區的數字，那麼上述數值會更多。
擁有兒童色情製品的定罪通常也包括監禁，但這些判決涉及初犯者往往會更改為緩刑。 包括加拿大和澳大利亞在內的一些國家也有禁止任何涉及兒童色情的卡通、漫畫或文章等製品的法律；而其他國家更有法律要求互聯網服務提供商對網絡流量予以監控以監測兒童色情。
聯合國《關於買賣兒童、兒童賣淫和兒童色情製品的任責議定書》要求締約方禁止“製作、分發、傳播、進口、出口、提供、出售、擁有或上述全部目的”的兒童色情製品。 2006年開始實施的《網絡犯罪公約》、《欧洲委員會保护儿童免受性剥削与性虐待公约》和歐盟框架要求各締約國與歐盟成員國將任何涉及兒童色情的行為定為刑事犯罪。 《兒童權利公約》第34條規定，所有締約方均應採取適當措施，以防止在色情表演及材料中剝削兒童。

## 國際條約
《關於買賣兒童、兒童賣淫和兒童色情製品的任責議定書》所規定的國際義務要求各締約國必須制訂明確的法律，針對“兒童色情製品應考慮其嚴重性質給給予適當的懲罰”；同時也允許各締約國之間就此展開引渡、協助調查和財產查扣。該進程的一些談判和審查是在分別于1996年和2001年舉行的世界禁止對兒童進行商業性剝削大會（World Congress against Commercial Sexual Exploitation of Children）上進行的。

## 相關爭議
雖然世界各國都存在將兒童性虐待定為刑事犯罪的相關法律， 但是在這些有關兒童色情的問題方面則有比較多樣化的看法，例如：色情製品中允許多年輕的青年人參與；是否僅僅擁有兒童色情製品即構成犯罪；或是否修改因為所有物即可判決等。
1999年，在女王陛下政府訴夏普案中，不列顛哥倫比亞省最高法院以違憲為由推翻了一項針對持有兒童色情製品即為違法的法案。 由鄧肯·蕭（Duncan Shaw）法官閣下撰寫的裁決意見里寫道，“沒有證據表明兒童危險顯著增加的原因是因為色情製品”，並且“一個傾向於對他的幻想採取行動的人可能會那樣做且不顧色情製品的可用性”。 加拿大議會中的持反對意見的議員們考慮引用但書條款來推翻判決。 不過加拿大最高法院推翻了這一判決，因為最高法院認為觀看這些材料有可能使得觀眾濫用這些材料；同時這些材料的存在進一步傷害了受害者，因為他們知道這些材料的存在；並且對這類材料的需求等於在鼓勵虐待。
在美國，一些聯邦法官認為《美國量刑指南》里對持有兒童色情製品者的量刑建議過於嚴厲。 紐約的傑克·伯特蘭德·韋恩斯坦法官閣下批評道，對兒童色情製品持有者的強制判決通常高於那些實際犯下這些材料所描繪兒童性虐待行為之人的處罰。此外，在由持有兒童色情製品的起訴所引發的自殺事件中，一些人其實是無辜的被告。 一些法官和法學教授批評那些持有兒童色情製品者要求歸還罰款的請求。在涉及那些數百萬賠償的案件里，這些爭議尤其明顯，例如“迷霧系列”（Misty Series）等案件。 但在2010年，美國聯邦第九巡迴上訴法院裁定，直接向兒童色情製品中被描繪的未成年人進行賠償是對持有兒童色情製品者的適當懲罰。
在2008年，美國自由意志黨全國代表大會提名程序中，無政府資本主義者兼該黨總統候選人瑪麗·路瓦特因為其在1988年出版的書籍《對棘手問題的簡短回答（Short Answers to the Tough Questions）》而處於水深火熱當中。在書中，她表示反對那些將持有兒童色情製品入罪的法律，甚至她還反對將生產兒童色情製品入罪的法律。基於她的信念，她認為這些法律其實是通過提高兒童色情製品的入手難度而促使其漲價，進而變相鼓勵兒童色情製品的製作與分發。 美國自由意志黨執行主管兼自由主義國家論者肖恩·科里（Shane Cory）發表聲明宣稱，“我們有義務保護兒童免遭性虐待和性剝削，我們可以通過增加州與聯邦機構之間的溝通來協作打擊這個令人感到厭惡的行業。雖然我們在追查兒童色情的同時應始終尊重隱私權，但是我們需要更多的措施來追查和起訴那些利用無辜兒童的變態者。” 在該黨拒絕要求各州政府更加強硬地執行兒童色情法的決議投票后，科里宣佈辭職。

## 各国/地区情况
| 國家或地區 （司法管轄區） | 兒童色情 合法性                                    | 虛構兒童色情 合法性                                          | 持有 合法性            | 銷售 合法性    | 生產 合法性    | 分發 合法性                  | 備註 |
| ------------------------- | -------------------------------------------------- | ------------------------------------------------------------ | ---------------------- | -------------- | -------------- | ---------------------------- | --- |
| 阿布哈茲                  | 未知                                               | 未知                                                         | 未知                   | 未知           | 未知           | 未知                         | |
| 阿尔巴尼亚                | 非法                                               | 非法                                                         | 未知                   | 非法           | 非法           | 非法                         | 所有形式的兒童色情均為非法。 |
| 阿尔及利亚                | 非法                                               | 非法                                                         | 非法                   | 非法           | 非法           | 非法                         | 所有形式的色情均為非法。 |
| 安道尔                    | 非法                                               | 非法                                                         | 非法                   | 非法           | 非法           | 非法                         | 所有形式的兒童色情均為非法。 |
| 阿根廷                    | 非法                                               | 未知                                                         | 非法                   | 非法           | 非法           | 非法                         | |
| 亞美尼亞                  | 非法                                               | 非法                                                         | 非法                   | 非法           | 非法           | 非法                         | |
|                           | 非法                                               | 非法                                                         | 非法                   | 非法           | 非法           | 非法                         | 兒童色情被政府列入極端重罪。 |
| 奥地利                    | 非法                                               | 合法                                                         | 合法限虛擬內容         | 合法限虛擬內容 | 合法限虛擬內容 | 合法限虛擬內容               | 照片般真實或接近真實的兒童色情也被列為非法，等同常規的兒童色情。 |
|                           | 非法                                               | 非法                                                         | 非法                   | 非法           | 非法           | 非法                         | |
|                           | 非法                                               | 非法                                                         | 非法                   | 非法           | 非法           | 非法                         | 自2012年開始，所有形式的色情均為非法。 |
| 白俄羅斯                  | 非法                                               | 非法                                                         | 合法                   | 非法           | 非法           | 非法                         | 嚴格意義上，所有形式的色情均为非法；但是並未禁止擁有。 |
|                           | 非法                                               | 非法                                                         | 合法                   | 未知           | 未知           | 未知                         | |
| 不丹                      | 非法                                               | 合法                                                         | 合法                   | 非法           | 非法           | 非法                         | 儿童色情制品在不丹属于 "淫秽物品"，因此是非法的。但虚拟儿童色情制品和单纯的拥有儿童色情制品则不在此列。 |
| 比利时                    | 非法                                               | 非法                                                         | 非法                   | 非法           | 非法           | 非法                         | 根據歐盟法律，所有兒童色情均為非法。 |
|                           | 合法                                               | 合法                                                         | 合法                   | 合法           | 合法           | 合法                         | |
|                           | 非法                                               | 非法                                                         | 非法                   | 非法           | 非法           | 非法                         | 執法非常嚴格。 |
| 巴西                      | 非法                                               | 合法                                                         | 合法限虛擬內容         | 非法           | 非法           | 非法                         | |
| 布吉納法索                | 非法                                               | 非法                                                         | 未知                   | 未知           | 未知           | 非法                         | |
|                           | 非法                                               | 非法                                                         | 非法                   | 非法           | 非法           | 非法                         | |
| 喀麦隆                    | 非法                                               | 未知                                                         | 未知                   | 非法           | 非法           | 非法                         | |
| 加拿大                    | 非法                                               | 非法                                                         | 非法                   | 非法           | 非法           | 非法                         | 無論真實還是虛擬，加拿大對於兒童色情均為零容忍政策；瀏覽亦被阻止。 |
| 中非                      | 合法                                               | 合法                                                         | 合法                   | 合法           | 合法           | 合法                         | |
| 中华人民共和国            | 非法                                               | 非法                                                         | 非法                   | 非法           | 非法           | 非法                         | 所有形式的色情皆为非法。 |
| 埃及                      | 非法                                               | 非法                                                         | 非法                   | 非法           | 非法           | 非法                         | 所有形式的色情皆為非法。 |
| 刚果共和国                | 非法                                               | 非法                                                         | 非法                   | 非法           | 非法           | 非法                         | |
|                           | 非法                                               | 非法                                                         | 非法                   | 非法           | 非法           | 非法                         | 所有形式的色情皆為非法。 |
|                           | 非法                                               | 非法                                                         | 非法                   | 合法           | 非法           | 合法                         | |
|                           | 非法                                               | 非法                                                         | 非法                   | 非法           | 非法           | 非法                         | 根據歐盟法律，所有兒童色情均為非法。 |
| 捷克                      | 非法                                               | 非法                                                         | 非法                   | 非法           | 非法           | 非法                         | 根據歐盟法律，該國通過一項法案認定所有兒童色情均為非法。 |
| 丹麦                      | 非法                                               | 合法                                                         | 合法限虛擬內容         | 合法限虛擬內容 | 合法限虛擬內容 | 合法限虛擬內容               | |
| 吉布提                    | 非法                                               | 非法                                                         | 非法                   | 非法           | 非法           | 非法                         | 所有形式的色情皆為非法。 |
| 厄瓜多尔                  | 非法                                               | 非法                                                         | 非法                   | 非法           | 非法           | 非法                         | |
| 赤道几内亚                | 合法                                               | 合法                                                         | 合法                   | 合法           | 合法           | 合法                         | |
| 厄立特里亚                | 非法                                               | 非法                                                         | 非法                   | 非法           | 非法           | 非法                         | |
| 芬兰                      | 非法                                               | 合法                                                         | 合法限虚拟内容         | 合法限虚拟内容 | 合法限虚拟内容 | 合法限虚拟内容               | 如果没有真实的儿童出现在色情作品里那就是合法的。 |
| 法国 （含所有属地）       | 非法                                               | 合法；只允许艺术领域                                         | 非法                   | 非法           | 非法           | 合法；只允许艺术领域         | 所有形式的儿童色情都是违反欧盟法律的。 |
| 加蓬                      | 非法                                               | 非法                                                         | 非法                   | 非法           | 非法           | 非法                         | 所有形式的色情皆為非法。 |
| 冈比亚                    | 非法                                               | 非法                                                         | 非法                   | 非法           | 非法           | 非法                         | |
| 格鲁吉亚                  | 非法                                               | 非法                                                         | 非法                   | 非法           | 非法           | 非法                         | |
| 德国                      | 非法                                               | 合法；没有真实成分                                           | 非法                   | 非法           | 非法           | 合法；仅允许虚构并无真实情节 | 一个儿童色情作品被演绎为真实情节就是非法的。 |
| 加纳                      | 合法；没有特别被禁止，但仍可以起诉                 | 合法；没有特别禁止，但可以起诉                               | 非法                   | 非法           | 非法           | 非法                         | |
| 希腊                      | 非法                                               | 非法                                                         | 非法                   | 非法           | 非法           | 非法                         | 所有形式的儿童色情都是违反欧盟法律的。 |
| 几内亚                    | 非法                                               | 非法                                                         | 非法                   | 非法           | 非法           | 非法                         | |
| 几内亚比绍                | 非法                                               | 合法                                                         | 合法                   | 未知           | 未知           | 未知                         | |
| 圭亚那                    | 合法；没有特别被禁止，但仍可以起诉                 | 合法                                                         | 合法                   | 未知           | 未知           | 未知                         | |
| 香港特别行政区            | 非法                                               | 合法                                                         | 合法限虛擬內容         | 非法           | 合法限虛擬內容 | 合法限虛擬內容               | |
| 匈牙利                    | 非法                                               | 非法                                                         | 非法                   | 非法           | 非法           | 非法                         | 所有形式的儿童色情都是违反欧盟法律的。 |
| 冰岛                      | 非法                                               | 非法                                                         | 非法                   | 非法           | 非法           | 非法                         | 所有形式的色情皆為非法。 |
| 印度                      | 非法                                               | 非法                                                         | 非法                   | 非法           | 非法           | 非法                         | |
| 印度尼西亚                | 非法                                               | 未知                                                         | 合法                   | 非法           | 非法           | 非法                         | 所有形式都是名义上的非法， 但印度尼西亚没有关于儿童色情的法律，所以印度尼西亚被称为“儿童色情天堂”。 |
| 伊朗                      | 非法                                               | 非法                                                         | 非法                   | 非法           | 非法           | 非法                         | 所有形式的色情皆為非法。 |
| 以色列 (不包括 巴勒斯坦)  | 非法                                               | 非法                                                         | 非法                   | 非法           | 非法           | 非法                         | |
| 意大利                    | 非法                                               | 非法                                                         | 非法                   | 非法           | 非法           | 非法                         | 所有形式的儿童色情都是违反欧盟法律的。 |
| 牙买加                    | 非法                                               | 非法                                                         | 非法                   | 非法           | 非法           | 非法                         | 所有形式的色情皆為非法。 |
| 日本                      | 非法                                               | 合法                                                         | 合法限虛擬內容         | 合法限虛擬內容 | 合法限虛擬內容 | 合法限虛擬內容               | 1999年实施《兒童買春、兒童色情關係行為等處罰及兒童保護等相關法律》禁止儿童色情制品的销售、生产和分销，以及禁止储存儿童色情作品。單純持有（没有意图出售、生产或分发）在2014年被禁止；漫畫、動畫等模拟儿童色情被排除，以防止滥用法律。 |
| 哈萨克斯坦                | 非法                                               | 非法                                                         | 合法                   | 非法           | 非法           | 非法                         | |
| 肯尼亚                    | 非法                                               | 非法                                                         | 非法                   | 非法           | 非法           | 非法                         | 所有形式的色情皆為非法。 |
| 科索沃                    | 非法                                               | 非法                                                         | 非法                   | 非法           | 非法           | 非法                         | |
| 科威特                    | 非法                                               | 非法                                                         | 非法                   | 非法           | 非法           | 非法                         | 所有形式的色情皆為非法。 |
| 莱索托                    | 非法                                               | 非法                                                         | 非法                   | 非法           | 非法           | 非法                         | |
| 利比里亚                  | 非法                                               | 非法                                                         | 非法                   | 非法           | 非法           | 非法                         | |
| 利比亚                    | 非法                                               | 非法                                                         | 非法                   | 非法           | 非法           | 非法                         | 所有形式的色情皆為非法。 |
| 澳门特别行政区            | 非法                                               | 合法                                                         | 合法限虛擬內容         | 非法           | 合法限虛擬內容 | 合法限虛擬內容               | |
| 马达加斯加                | 非法                                               | 非法                                                         | 非法                   | 非法           | 非法           | 非法                         | |
| 马来西亚                  | 没有相关法律被通过，但是儿童性虐待的法律也适用于此 | 没有相关法律被通过，但是儿童性虐待的法律也适用于此           | 合法                   | 合法           | 合法           | 合法                         | |
| 马尔代夫                  | 非法                                               | 非法                                                         | 未知                   | 非法           | 非法           | 非法                         | 所有形式的色情皆為非法。 |
| 马里                      | 非法                                               | 非法                                                         | 非法                   | 非法           | 非法           | 非法                         | 基于猥亵为理由的所有形式均为非法。 |
| 毛里塔尼亚                | 非法                                               | 非法                                                         | 非法                   | 未知           | 未知           | 未知                         | |
| 毛里求斯                  | 非法                                               | 非法                                                         | 非法                   | 非法           | 非法           | 非法                         | |
| 墨西哥                    | 非法                                               | 未知                                                         | 非法                   | 非法           | 非法           | 非法                         | 执法非常严格。 |
| 摩纳哥                    | 非法                                               | 非法                                                         | 非法                   | 非法           | 非法           | 非法                         | 所有形式的兒童色情均為非法。 |
| 摩洛哥                    | 非法                                               | 非法                                                         | 非法                   | 非法           | 非法           | 非法                         | 所有形式的色情皆為非法。 |
| 莫桑比克                  | 非法，但未执行                                     | 非法，但未执行                                               | 非法，但未执行         | 非法，但未执行 | 非法，但未执行 | 非法，但通常不执行           | |
| 阿尔察赫                  | 未知                                               | 非法                                                         | 未知                   | 未知           | 未知           | 未知                         | |
| 纳米比亚                  | 非法                                               | 非法                                                         | 非法                   | 非法           | 非法           | 合法                         | |
| 荷兰 （含所有属地）       | 非法                                               | 非法                                                         | 非法                   | 非法           | 非法           | 非法                         | 所有形式的儿童色情都是违反欧盟法律的。 |
| 新西兰 （含所有属地）     | 非法                                               | 非法                                                         | 非法                   | 非法           | 非法           | 非法                         | Child pornography is classed under extreme. |
| 尼日尔                    | 非法                                               | 非法                                                         | 非法                   | 非法           | 非法           | 非法                         | |
| 朝鲜                      | 非法                                               | 非法                                                         | 非法                   | 非法           | 非法           | 非法                         | 所有形式均为非法。 |
| 北塞浦路斯                | 非法                                               | 非法                                                         | 非法                   | 非法           | 非法           | 非法                         | |
| 挪威 （含所有属地）       | 非法                                               | 非法                                                         | 非法                   | 非法           | 非法           | 非法                         | |
| 阿曼                      | 非法                                               | 非法                                                         | 非法                   | 非法           | 非法           | 非法                         | 所有形式的色情皆為非法。 |
| 巴基斯坦                  | 非法                                               | 非法                                                         | 非法                   | 非法           | 非法           | 非法                         | 所有形式的色情皆為非法。 |
| 帕劳                      | 合法                                               | 合法                                                         | 合法                   | 合法           | 合法           | 合法                         | |
| 巴勒斯坦                  | 非法                                               | 非法                                                         | 非法                   | 非法           | 非法           | 非法                         | |
| 巴布亚新几内亚            | 非法                                               | 非法                                                         | 非法                   | 非法           | 非法           | 非法                         | 所有形式的色情皆為非法。 |
| 菲律宾                    | 非法                                               | 非法                                                         | 非法                   | 非法           | 非法           | 非法                         | 所有形式的色情皆為非法。 |
| 波兰                      | 非法                                               | 非法                                                         | 非法                   | 非法           | 非法           | 非法                         | 所有形式的儿童色情都是违反欧盟法律的。 |
| 葡萄牙                    | 非法                                               | 非法                                                         | 非法                   | 非法           | 非法           | 非法                         | 所有形式的儿童色情都是违反欧盟法律的。 |
| 罗马尼亚                  | 非法                                               | 非法                                                         | 非法                   | 非法           | 非法           | 非法                         | 所有形式的兒童色情均為非法 in accordance with EU law. |
| 俄罗斯 （含克里米亚）     | 非法                                               | 非法                                                         | 合法                   | 非法           | 非法           | 非法                         | |
| 卢旺达                    | 非法                                               | 非法                                                         | 非法                   | 非法           | 非法           | 非法                         | |
| 圣多美和普林西比          | 合法                                               | 合法                                                         | 合法                   | 合法           | 合法           | 合法                         | |
| 沙特阿拉伯                | 非法                                               | 非法                                                         | 非法                   | 非法           | 非法           | 非法                         | 所有形式的色情皆為非法。 |
| 塞内加尔                  | 非法                                               | 非法                                                         | 非法                   | 非法           | 非法           | 非法                         | 所有形式的色情皆為非法。 |
| 塞拉利昂                  | 合法                                               | 合法                                                         | 合法                   | 合法           | 合法           | 合法                         | |
| 新加坡                    | 非法                                               | 非法                                                         | 非法                   | 非法           | 非法           | 非法                         | 新加坡自愿建立了亚太反儿童色情金融联盟（APAC-FCACP），以打击网络儿童性剥削。 |
| 斯洛伐克                  | 非法                                               | 非法                                                         | 非法                   | 非法           | 非法           | 非法                         | 所有形式的儿童色情都是违反欧盟法律的。 |
| 索马里                    | 非法                                               | 非法                                                         | 非法                   | 非法           | 非法           | 非法                         | 所有形式的色情皆為非法。 |
| 南非                      | 非法                                               | 非法                                                         | 非法                   | 非法           | 非法           | 非法                         | |
| 韩国                      | 非法                                               | 非法                                                         | 合法，除非以营利为目的 | 非法           | 非法           | 非法                         | 严格意义上，所有形式的色情皆為非法；但是，不以营利为目的者未被禁止。 |
| 南奥塞梯                  | 未知                                               | 未知                                                         | 未知                   | 未知           | 未知           | 未知                         | |
| 南苏丹                    | 合法                                               | 合法                                                         | 合法                   | 合法           | 合法           | 合法                         | |
| 西班牙                    | 非法                                               | 非法                                                         | 非法                   | 非法           | 非法           | 非法                         | 所有形式的儿童色情都是违反欧盟法律的。 |
| 斯里兰卡                  | 非法                                               | 非法                                                         | 非法                   | 非法           | 非法           | 非法                         | 自2009年起，所有形式的色情皆為非法。 |
| 瑞典                      | 非法                                               | 合法                                                         | 合法限虚拟内容         | 合法限虚拟内容 | 合法限虚拟内容 | 合法限虚拟内容               | |
| 苏丹                      | 非法                                               | 非法                                                         | 非法                   | 非法           | 非法           | 非法                         | 所有形式的色情皆為非法。 |
| 叙利亚                    | 非法                                               | 非法                                                         | 未知                   | 非法           | 非法           | 非法                         | 所有形式的色情皆為非法。 |
| 台灣                      | 非法                                               | 合法，除非涉及真實兒童，或是擬真的生成式AI製品，或是涉及硬蕊 | 合法限虛擬內容         | 合法限虛擬內容 | 合法限虛擬內容 | 合法限虛擬內容               | 法學界對於《兒童及少年性剝削防制條例》及舊法《兒童及少年性交易防制條例》是否禁止虛擬兒童色情存在爭論，於法院實務上亦有認為違法的見解與不違法的見解，目前《兒童及少年性剝削防制條例》受到「衛部護字第1130014287號函」限縮。           |
| 泰国                      | 非法                                               | 非法                                                         | 非法                   | 非法           | 非法           | 非法                         | 所有形式的色情皆為非法。 |
| 多哥                      | 非法                                               | 非法                                                         | 非法                   | 非法           | 非法           | 非法                         | |
| 德涅斯特河沿岸            | 非法                                               | 非法                                                         | 非法                   | 非法           | 非法           | 非法                         | |
| 土耳其                    | 非法                                               | 非法                                                         | 非法                   | 非法           | 非法           | 非法                         | |
| 乌干达                    | 合法                                               | 合法                                                         | 合法                   | 合法           | 合法           | 合法                         | |
| 乌克兰                    | 非法                                               | 非法                                                         | 非法                   | 非法           | 非法           | 非法                         | 所有形式的色情皆為非法。 |
| 英国 （含所有属地）       | 非法                                               | 非法                                                         | 非法                   | 非法           | 非法           | 非法                         | 一切形式的儿童色情制品（真实的或虚拟的）包括拥有的行为都是非法的，被起诉者最高可被判处10年监禁。 |
| 美国 （含所有属地）       | 非法                                               | 合法（除非猥亵）                                             | 合法限虚拟内容         | 合法限虚拟内容 | 合法限虚拟内容 | 合法限虚拟内容               | 有关儿童色情制品的法律非常严格，其处罚力度在世界上名列前茅。虚构的儿童裸体或色情作品如果被视为艺术，只要不被视为淫秽，就会受到言论自由的保护。                                                                                       |
| 越南                      | 非法                                               | 非法                                                         | 非法                   | 非法           | 非法           | 非法                         | 所有形式的色情皆為非法。 |
| 西撒哈拉                  | 未知                                               | 未知                                                         | 未知                   | 未知           | 未知           | 未知                         | |
| 也门                      | 非法                                               | 非法                                                         | 非法                   | 非法           | 非法           | 非法                         | 所有形式的色情皆為非法。 |
| 赞比亚                    | 非法                                               | 非法                                                         | 非法                   | 非法           | 非法           | 非法                         | 所有形式的色情皆為非法。 |
| 津巴布韦                  | 合法                                               | 合法                                                         | 非法                   | 非法           | 非法           | 非法                         | |

## 外部連結
- 《兒童色情情況說明書》（英文）－美國國家失蹤與受虐兒童援助中心（英语：National Center for Missing and Exploited Children）

- 《兒童虐待圖像與互聯網：閱讀清單》（英文）－英國全國防止虐待兒童協會（英语：National Society for the Prevention of Cruelty to Children）